# DBN '22
DBN '22 (voluit Den Bosch Noord) is een in 2022 opgerichte amateurvoetbalvereniging uit 's-Hertogenbosch, Noord-Brabant, Nederland. 
DBN '22 is ontstaan uit de fusie van twee andere Bossche voetbalclubs, OSC '45 (Orthense Sport Club), opgericht in 1945, en TGG (The Goal Getters), opgericht in 1948. OSC '45 had voor de fusie 150 leden, TGG ruim 400 leden.
Het logo van DBN '22, ontworpen door Stefan van Ham van Liftoff, heeft met een oranje en een groene kleur elementen van de beide meer dan zeventig jaar oude verenigingen. DBN '22 zal zowel actief zijn in de zaterdag- als in de zondagcompetitie. TGG speelde altijd in de zondagcompetitie, OSC ’45 in de zaterdagcompetitie.  Daarnaast is er een JO23 team in de zaterdagcompetitie. DBN '22 zal dertien jeugdteams, een damesteam en dertien seniorenteams, verdeeld over zaterdag en zondag, laten aantreden, evenals het Special Team, dat zilver won bij de Special Olympics Nederland 2022 in Deventer.

## Locatie
De thuiswedstrijden worden in het seizoen 2022-23 op "Sportpark De Donken" gespeeld, voormalig het terrein van TGG. 
Sportpark De Hambaken aan de Hambakenweg, de site van OSC '45, wordt van 2022 tot 2023 voor DBN '22 heraangelegd. De oude tribune en kleedkamers blijven overeind en worden gerenoveerd, nieuw wordt een kunstgrasveld aangelegd, twee grasvelden volledig gerenoveerd en de veldverlichting wordt uitgevoerd met led verlichting. Na het seizoen 2022-23 neemt de gemeente het clubhuis, sponsorruimte en de bestuurskamer van TGG over voor de getaxeerde waarde van 270.000 euro en wordt het sportpark De Donken herbruikt.

## Bekende (oud-)spelers
Atletiek: O.S.S.-VOLO · Badminton: Badminton Club Hercules · Basketbal: Heroes · The Black Eagles · Biljart: S-S&P De Dieze · Boogschieten: Handboogvereniging Prins Bernhard · Bowlen: Bowling Vereniging 's-Hertogenbosch · Dammen: Heijmans Excelsior · Darten: Bergen Darts Team · Café Lohengrin · Duivensport: De Zwaluw · Golf: GC BurgGolf Haverleij · Golf Club Bois le Duc · Golfclub Rosmalen · Hockey: Hockeyclub 's-Hertogenbosch · MHC Rosmalen · Honkbal: Gryphons · IJshockey: Red Eagles · Korfbal: RoDeBo · Petanque: Janboel 81 · Rugby: The Dukes · Schaken: HMC Den Bosch · De Kentering · Den Bosch Noord · Tafeltennis: TTV Never Despair · TTV De Kruiskamp'81 · Tennis: Bastion Baselaar · Tennisclub Maaspoort · Tennisclub Maliskamp · Tennisvereniging Rosmalen · Turnen: Flik-Flak · OJC Rosmalen · Voetbal: SV BLC · BVV · SV CHC · DBN '22 · FC Den Bosch · Emplina · FC Engelen · Maliskamp · OJC Rosmalen · RKJVV · RKKSV · RKVV Wilhelmina · Volleybal: Spirit · Waterpolo en zwemmen: De 's-Hertogenbossche Watervrienden · De Treffers Rosmalen